# ليو هان
ليو هان (بالصينية: 刘汉) هو شخصية أعمال ورائد أعمال صيني، ولد في 25 أكتوبر 1965 في غوانغهان في الصين، وتوفي في 9 فبراير 2015 في شياننينغ في الصين.